# 벤쿠버 블레이저스
| 벤쿠버 블레이저스  | |
| 디비전             | 웨스트 디비전 (1973년~1975년) 캐나디안 디비전 (1974년~1975년)                                                                             |
| 설립연도           | 1973년 |
| 해체연도           | 1975년 |
| 역사               | 마이애미 스크리밍 이글스 (1972년) 필라델피아 블레이저스 (1972년~1973년) 벤쿠버 블레이저스 (1973년~1975년) 캘거리 카보이스 (1975년~1977년) |
| 경기장             | 퍼시픽 콜리시엄 |
| 연고지             | 브리티시컬럼비아주 밴쿠버 |
| 상징색             | 노랑, 주황 |
| 구단주             | - |
| 단장               | - |
| 감독               | - |
| 애브코 월드 트로피 | - |
| 시즌 우승          | - |
| 디비전 우승        | - |
| 영구 결번          | - |

밴쿠버 블레이저스(Vancouver Blazers)는 1973년부터 1975년까지 브리티시컬럼비아주 밴쿠버를 연고지로 하는 WHA 소속 아이스 하키팀이다.
1975년 연고지를 앨버타주 캘거리 (캘거리 카보이스)로 이전했다.

## 역대 홈경기장
| 경기장            | 사용기간      | 수용인원 | 장소                      | 비고 |
| ----------------- | ------------- | -------- | ------------------------- | ---- |
| 밴쿠버 블레이저스 |               |          |                           |      |
| 퍼시픽 콜리시엄   | 1973년~1975년 | 15,570명 | 브리티시컬럼비아주 밴쿠버 | 빈칸 |